# Ore Sogn
Ore Sogn er et sogn i Bogense Provsti (Fyens Stift).
I 1800-tallet var Ore Sogn i Skovby Herred anneks til Brenderup Sogn i Vends Herred, begge i Odense Amt. Trods annekteringen var Brenderup og Ore to selvstændige sognekommuner. Ved kommunalreformen i 1970 blev Brenderup indlemmet i Ejby Kommune, som ved strukturreformen i 2007 indgik i Middelfart Kommune. Og Ore blev ved kommunalreformen indlemmet i Bogense Kommune, som ved strukturreformen indgik i Nordfyns Kommune.
I Ore Sogn ligger Ore Kirke.
I sognet findes følgende autoriserede stednavne:
- Friheden (areal)
- Grydhøj (bebyggelse)
- Hugget (bebyggelse, ejerlav)
- Mejlskov (bebyggelse)
- Nyhave (areal)
- Ore (bebyggelse, ejerlav)
- Oregård (bebyggelse, ejerlav)
- Profitten (bebyggelse)
- Skærmehuse (bebyggelse)
- Skåstrup (bebyggelse, ejerlav)
- Svinekrog (areal)
- Ørbæk (bebyggelse, ejerlav)